# Pretty Little Liars (série télévisée, 2022)
Cet article concerne la quatrième série de 2022. Pour la série originale de 2010, voir Pretty Little Liars.
Pretty Little Liars (2010)
Ravenswood
The Perfectionists
Pretty Little Liars, ou Les Menteuses au Québec, est une série télévisée américaine en 18 épisodes de 46–54 minutes, développée par Roberto Aguirre-Sacasa et Lindsay Calhoon Bring et diffusée entre le 28 juillet 2022 et le 20 juin 2024 sur le service HBO Max / Max.
Il s'agit de la quatrième série de la franchise Pretty Little Liars, elle-même basée sur la série littéraire Les Menteuses de Sara Shepard. Elle se déroule dans le même univers et dans la continuité des précédentes séries mais met en scène de nouveaux personnages dans une nouvelle ville, Millwood. Chaque saison dispose également de son propre titre.
Au Canada et au Québec, elle a été diffusée en simultanée sur Crave. En France, elle a été diffusée à partir du 1er décembre 2022 sur Prime Video pour la premiere saison, puis entre le 11 juin 2024 et le 20 juin 2024 sur Max pour la deuxième. En Belgique et au Luxembourg, elle a été diffusée entre le 11 juin 2024 et le 20 juin 2024 sur HBO Max. Néanmoins, elle reste pour le moment inédite en Suisse.

## Synopsis
En 1999, la ville de Millwood en Pennsylvanie est frappée par la mort tragique d'Angela Waters, âgée de 18 ans, lors d'une fête pour le réveillon du Nouvel An.
Vingt-deux ans plus tard, Davie Adams, qui était présente à la soirée, se suicide, laissant derrière elle sa fille enceinte, Imogen.
Un mois après le décès de sa mère, Imogen fait son retour au lycée où elle est régulièrement la cible des piques de Karen Beasley, son ancienne meilleure amie. Elle commence alors à se rapprocher de plusieurs camarades : Tabitha Haworthe, la fille cinéphile d'une amie de sa mère qui la recueillie ; Faran Bryant, une danseuse perfectionniste ; Minnie Honrada, une jeune fille timide qui se cache derrière son ordinateur ; et Noa Olivar, qui sort fraîchement d'un établissement pénitentiaire pour mineurs.
Parallèlement, les filles vont devenir la cible d'un mystérieux tortionnaire, bien décidé à les faire payer pour leurs péchés, ainsi que pour ceux de leurs mères, qui étaient amies et présentes le soir de la mort d'Angela Waters.

## Distribution

### Acteurs principaux
- Bailee Madison (VF : Alexia Papineschi) : Imogen Adams
- Chandler Kinney (VF : Esthèle Dumand) : Tabitha « Tabby » Haworthe
- Zaria (VF : Amélia Ewu) : Faran Bryant
- Malia Pyles (VF : Joséphine Ropion) : Minnie « Mouse » Honrada
- Maia Reficco (es) (VF : Sara Chambin) : Noa Olivar
- Mallory Bechtel (VF : Emilie Marié) : Karen / Kelly Beasley
- Sharon Leal (VF : Annie Milon) : Sidney Haworthe
- Alex Aiono (VF : Clément Moreau) : Shawn Noble
- Elena Goode (VF : Ethel Houbiers) : Marjorie Olivar (saison 1 - invitée saison 2)
- Lea Salonga (VF : Virginie Kartner) : Elodie Honrada (saison 1 - invitée saison 2)
- Eric Johnson (VF : Loïc Guingand) : le shérif Tom Beasley (saison 1)
- Jordan Gonzalez (VF : Oscar Douieb) : Ash Romero (saison 2 - récurrent saison 1)
- Elias Kacavas (VF : Arthur Raynal) : Greg Mantzoukas (saison 2 - récurrent saison 1)

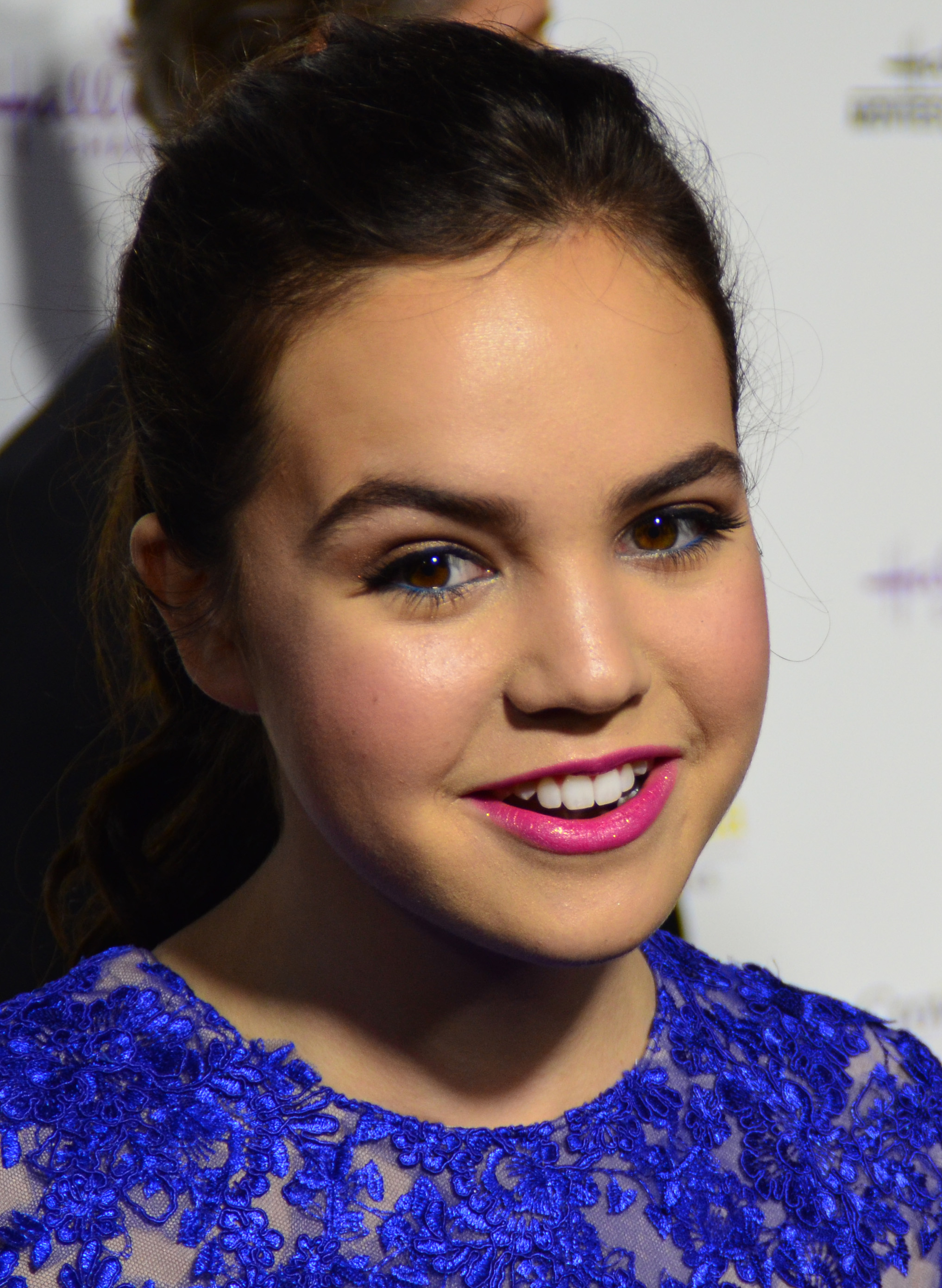
Bailee Madison interprète Imogen Adams
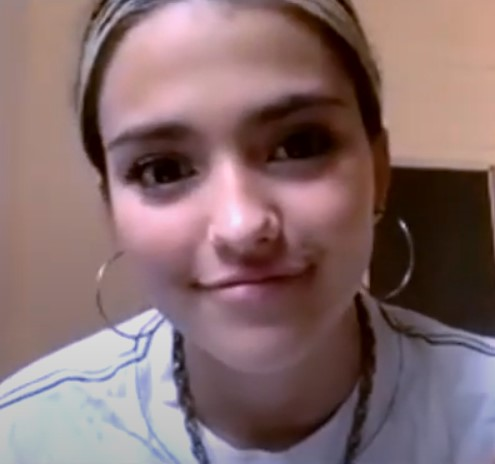
Maia Reficco (es) interprète Noa Olivar
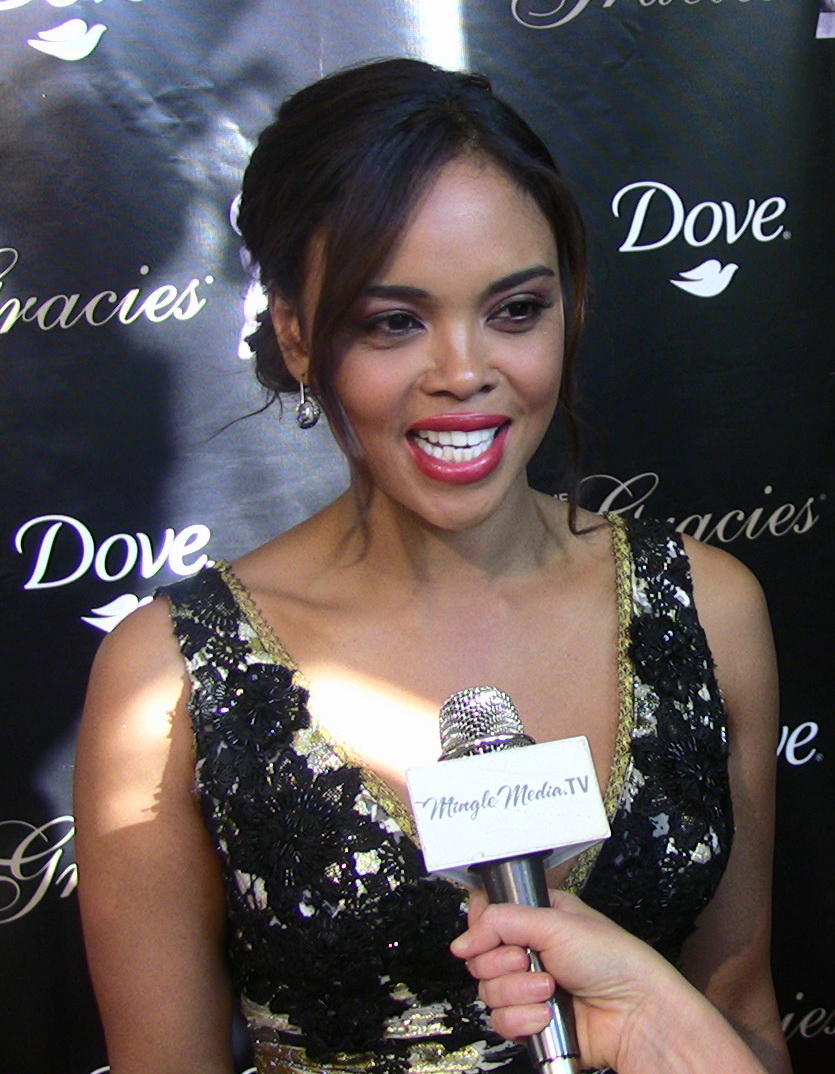
Sharon Leal interprète Sidney Haworthe
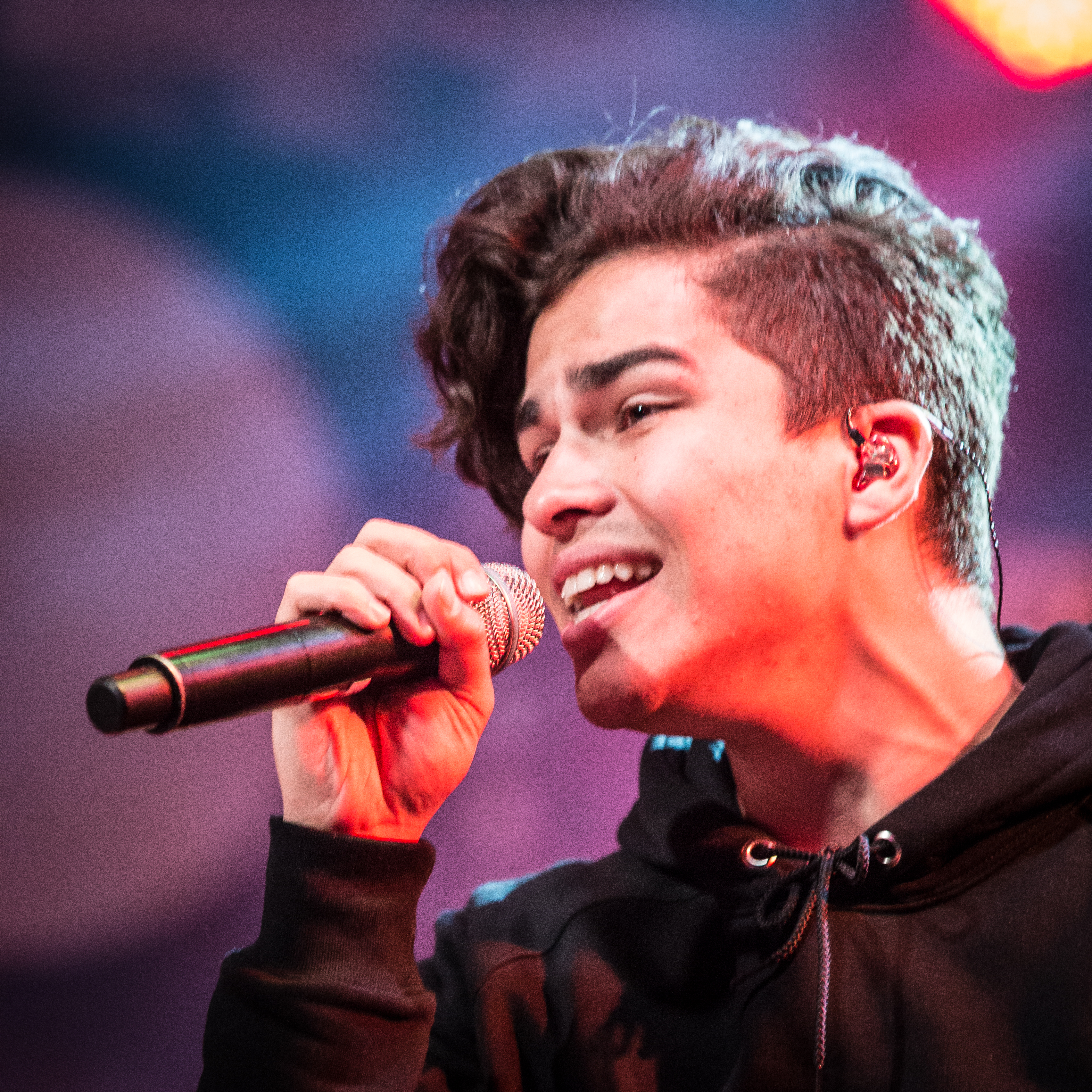
Alex Aiono interprète Shawn Noble
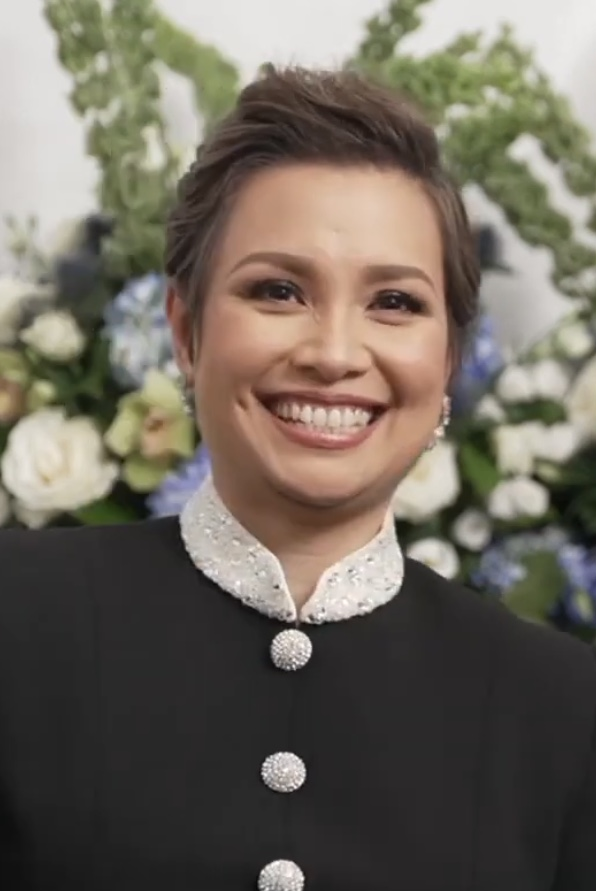
Lea Salonga interprète Elodie Honrada
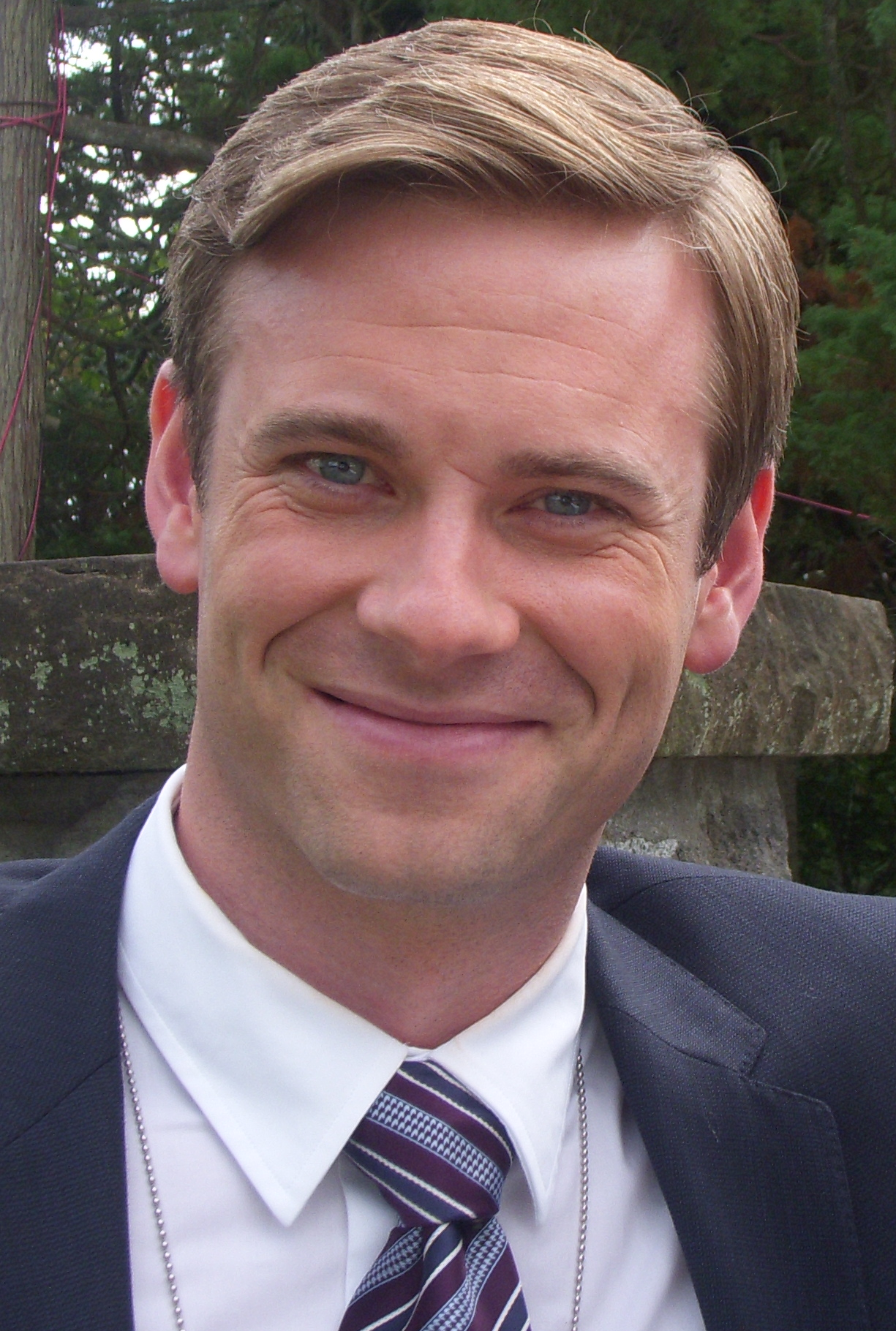
Eric Johnson interprète le shérif Tom Beasley

### Acteurs récurrents
- Ben Cook (VF : Nicolas Pluyaud) : Henry
- Derek Klena (en) (VF : Marc Maurille) : Wes
- Jennifer Ferrin (en) (VF : Laura Zichy) : Martha Beasley
- Carly Pope (VF : Nathalie Spitzer) : Davie Adams (saison 1 - invitée saison 2)
  - Ava DeMary (VF : Sophie Ouaknine) : Davie adolescente (saison 1)
- Carson Rowland (VF : Maxime Baudouin) : Chip Langsberry (saison 1 - invité saison 2)
- Zakiya Young (VF : Virginie Emane) : Corey Bryant (saison 1 - invitée saison 2)
  - Kristian Mosley (VF : Marine Lemonnier) : Corey adolescente (saison 1)
- Benton Greene (VF : Cyprien Fiassé) : Zeke Bryant (saison 1 - invité saison 2)
- Kim Berrios Lin (VF : Marine Lemonnier) : Shirley Honrada (saison 1 - invitée saison 2)
- Jeffrey Bean (VF : Jacques Bouanich) : M. Smithee (saison 1 - invité saison 2)
- Anthony Ordonez : M. Gardner (saison 1 - invité saison 2)
- Barbara Tirrell : Mme Murray (saison 1 - invitée saison 2)
- Kate Jennings Grant (en) (VF : Pascale Vital) : Mme Giry (saison 1 - invitée saison 2)
- Lilla Crawford (VF : Lila Lacombe) : Sandy Quinn (saison 1 - invitée saison 2)
- Alexander Chaplin (VF : Stéphane Miquel) : Steve Bowers (saison 1 - invité saison 2)
- Kristen Maxwell (VF : Faustine Legrand) : Sidney adolescente (saison 1)
- Sarah-Anne Martinez : Marjorie adolescente (saison 1)
- Emily Bautista : Elodie adolescente (saison 1)
- Gabriella Pizzolo (en) (VF : Marine Duhamel) : Angela Waters (saison 1)
- Brian Altemus (VF : Romain Deroo) : Tyler Marchand (saison 1)
- Robert Stanton (VF : Laurent Mantel) : Marshall Clanton (saison 1)
- Cristala Carter (VF : Daria Levannier) : l'infirmière Simmons (saison 1)
- Michael Maize (VF : Christophe Desmottes) : Joseph England (saison 1)
- Carey Van Driest (VF : Charlotte Baillon) : Mme Langsberry (saison 2 - invitée saison 1)
- Charlie Hewson (VF : Erwan Zamor) : le pasteur Malachi (saison 2)
- Ava Capri (VF : Amaya Carreté) : Jennifer « Jen » Fox (saison 2)
- Antonio Cipriano (en) (VF : Léo Guillard) : Johnny (saison 2)
- Noah Alexander Gerry (VF : Jérémy Narcissot) : Christian Peele (saison 2)
- Loretta Ables Sayre (en) (VF : Catherine Griffoni) : Lola Honrada (saison 2)

### Invités dePretty Little Liars(2010)
- Charles Gray : Eddie Lamb (saison 1, épisode 6)[note 1]
- Annabeth Gish (VF : Odile Cohen) : Anne Sullivan (récurrente, saison 2)

 Source et légende : version française (VF) sur RS Doublage

## Production

### Développement
En septembre 2020, le service HBO Max annonce avoir passé la commande d'une nouvelle production issue de l'univers de la série télévisée Pretty Little Liars. Intitulé Original Sin, le projet est développé par Roberto Aguirre-Sacasa qu'il co-écrit avec la scénariste Lindsay Calhoon Bring.
Bien que présenté comme étant un reboot, il est confirmé que la série se déroule dans le même univers que les autres séries, faisant d'elle le troisième spin-off de la franchise. Le service dévoile que la série mettra en scène de nouveaux personnages dans une nouvelle ville, Millwood. Elle prendra également une approche plus horrifique que les autres séries de la franchise.
En septembre 2022, la série est renouvelée pour une deuxième saison par HBO Max, devenant le premier spin-off de Pretty Little Liars à dépasser le stade de la première saison. En septembre 2024, le service annonce l'annulation de la série.

### Distributions des rôles
En juillet 2021, il est annoncé que Chandler Kinney et Maia Reficco sont les deux premières actrices à rejoindre la distribution principale de la série. Kinney signe pour le rôle de Tabby, une futur réalisatrice et fan de films d'horreur, et Reficco pour celui de Noa, une jeune fille essayant de retrouver une vie normale après un été en détention pour mineurs. En fin de mois, Bailee Madison signe pour le rôle d'Imogen, décrite comme étant une « vraie survivante ».
En août 2021, Zaria et Malia Pyles viennent completer le groupe. Zaria est annoncée dans le rôle de Faran, une ballerine dont le but est de quitter Millwood, et Pyles dans celui de Minnie, la plus jeune du groupe. En fin de mois, Alex Aiono, Mallory Bechtel et Eric Johnson rejoignent la distribution principale.

### Tournage
Le tournage de la série se déroule dans l'État de New York. Celui de la première saison a commencé au mois d'août 2021 et s’est terminé en mai 2022.

### Fiche technique
- Titre original : Pretty Little Liars
- Titre québécois : Les Menteuses
- Développement : Roberto Aguirre-Sacasa et Lindsay Calhoon Bring, d'après la série littéraire Les Menteuses de Sara Shepard
- Décors : Lisa Soper
- Musique : Joseph Bishara
- Producteur délégués : I. Marlene King, Gina Girolamo, Leslie Morgenstein, Caroline Baron, Michael Grassi et Roberto Aguirre-Sacasa
- Sociétés de production : Muckle Man Productions, Alloy Entertainment et Warner Bros. Television
- Sociétés de distribution : HBO Max / Max (télévision) et Warner Bros. Television (globale)
- Pays d'origine :  États-Unis
- Langue originale : anglais
- Format : Couleur
- Genre : série dramatique et d'horreur
- Durée : 46–54 minutes
- Public :
  -  États-Unis :  (interdit aux moins de 17 ans)
  -  France : Déconseillé aux moins de  ans (Max)

 Sauf indication contraire, les informations mentionnées dans cette section peuvent être confirmées par la base de données cinématographiques IMDb,  présente dans la section « Liens externes ».

## Épisodes
| Saisons | Saisons | Titres        | Nombre d'épisodes | Diffusion originale | Diffusion originale |
| Saisons | Saisons | Titres        | Nombre d'épisodes | Début de saison     | Fin de saison       |
| ------- | ------- | ------------- | ----------------- | ------------------- | ------------------- |
|         | 1       | Original Sin  | 10                | 28 juillet 2022     | 18 août 2022        |
|         | 2       | Summer School | 8                 | 9 mai 2024          | 20 juin 2024        |

### Première saison:Original Sin(2022)
Composée de dix épisodes, elle a été diffusée entre le 28 juillet et le 18 août 2022. Elle est intitulée Péché originel au Québec.
1. Chapitre un : Retour au lycée (Chapter One: Spirit Week)
2. Chapitre deux : La reine du lycée (Chapter Two: The Spirit Queen)
3. Chapitre trois : Le Sanctuaire (Chapter Three: Aftermath)
4. Chapitre quatre : Punir les coupables (Chapter Four: The (Fe)male Gaze)
5. Chapitre cinq : La soirée d'Halloween (Chapter Five: The Night He Came Home)
6. Chapitre six : Cicatrices (Chapter Six: Scars)
7. Chapitre sept : La fête foraine (Chapter Seven: Carnival of Souls)
8. Chapitre huit : Thanksgiving (Chapter Eight: Bad Blood)
9. Chapitre neuf : Mort et enterré (Chapter Nine: Dead and Buried)
10. Chapitre dix : "A" (Chapter Ten: Final Girls)

### Deuxième saison:Summer School(2024)
Composée de huit épisodes, elle a été diffusée entre le  9 mai et le 20 juin 2024. Elle est intitulée Cours d’été au Québec.
1. Chapitre onze : Spookyspaghetti.com (Chapter Eleven: Spookyspaghetti.com)
2. Chapitre douze : Amours d'été (Chapter Twelve: Summer Lovin)
3. Chapitre treize : Seize ans (Chapter Thirteen: Sweet Sixteen)
4. Chapitre quatorze : Quand un étrangers rappelle (Chapter Fourteen: When a Stranger Calls Back)
5. Chapitre quinze : Vendredi 13 (Chapter Fifteen: Friday the 13th)
6. Chapitre seize : La Maison de l'enfer (Chapter Sixteen: Hell House)
7. Chapitre dix-sept : Le Croque-mitaine (Chapter Seventeen: The Bogeyman)
8. Chapitre dix-huit : Examen Final (Chapter Eighteen: Final Exam)